# Engelbert Brenner
Pour les articles homonymes, voir Brenner.
Engelbert Brenner est un hautboïste américain né le 15 août 1904 à Vienne et mort le 16 septembre 1986 à Atlantic Highlands. 

## Biographie
Engelbert Brenner naît le 15 août 1904 à Vienne. Il étudie d'abord en Europe puis intègre l'université de New York et la Manhattan School of Music. Il débute avec l'Orchestre de Cleveland en 1929 puis rejoint l'Orchestre philharmonique de New York en 1932 où il joue durant 41 ans sous la direction d'Arturo Toscanini, Bruno Walter, John Barbirolli, Dimitri Mitropoulos, Leonard Bernstein, Pierre Boulez et nombre de chefs invités, d'abord au poste de hautbois puis de cor anglais solo.
Il enseigne au Kean College d'Union, à l'université de Syracuse, l'université Hofstra et à la Manhattan School of Music.
Il réside à Atlantic Highlands où il meurt le 16 septembre 1986,. 